# Passo di Annibale
Il passo di Annibale (m 1.798 s.l.m.) è un valico tra la provincia di Modena (Emilia-Romagna) e la provincia di Pistoia (Toscana), e che mette in comunicazione la valle delle Tagliole (con i suoi Borghi di Tagliole, Ca' di Gallo, Ronchi e Rotari),  con la val di Luce (o valle delle Pozze). Il nome del passo ricorda il presunto passaggio nel 217 a.C. del generale Cartaginese Annibale durante la seconda guerra punica.